# Ecem Çırpan
Ecem Çırpan (Bursa, 10 de juliol de 1996) és una jugadora de voleibol turca i Miss Turquia 2015. Actualment juga pel Nilüfer Belediyespor de Bursa, un equip de voleibol femení en la Primera Lliga turca, i també en la selecció turca juvenil. Estudiant per a entrar a la universitat l'any 2016, Ecem Çırpan també treballa com a model. Ecem Çırpan fa 1,85 m i pesa 64 kg, va representar a Turquia a Miss World 2015, esdeveniment en el qual guanyà el títol la catalana Mireia Lalaguna.